# Lingua zande
Lo zande è una lingua appartenente alla famiglia linguistica niger-kordofaniana, ramo lingue zande, parlata dal popolo Zande, che vivono tra la Repubblica Centrafricana, la Repubblica Democratica del Congo e il Sudan del Sud.

## Scrittura
Le regole ortografiche dello zande sono state stabilite dalla Rejaf Language Conference del 1928.